# روابط ایران و عراق
روابط ایران و عراق به روابط دوجانبه میان دولت‌های ایران و عراق در درازای تاریخ همسایگی مرزی آن‌ها گفته می‌شود. پیشینه این روابط در دوران معاصر مربوط به دوران فرمانروایی امپراتوری عثمانی بر قلمرو گسترده‌ای از خاورمیانه بوده‌است.
وقوع جنگ ۸ ساله بین دو کشور تیره‌ترین دوران روابط دو کشور را تا سال ۲۰۰۳ و سقوط صدام حسین رقم زد؛ ولی روابط دو کشور رو به بهبودی نهاده و روابط سیاسی، اقتصادی و فرهنگی دو کشور به حالت عادی بازگشته و گذرگاه‌های مرزی نیز فعالیت خود را مجدداً آغاز نموده‌اند.
محمود احمدی‌نژاد نخستین رئیس‌جمهور ایران بوده‌است که از زمان وقوع انقلاب اسلامی ایران و در سال ۱۳۸۷ به عراق قدم نهاد.
هم‌اکنون ایران یک سفارتخانه در بغداد و ۵ کنسولگری در شهرهای کربلا، اربیل، سلیمانیه، بصره و نجف دارد. عراق نیز یک سفارتخانه در تهران و ۳ کنسولگری در مشهد، اهواز و کرمانشاه دارد. در حال حاضر نصیر عبدالمحسن عبدالله سفیر عراق در ایران  و محمدکاظم آل صادق، سفیر ایران در عراق است.
به نقل از منابع دولت جو بایدن مقررات معافیت از تحریم‌هایی را که به ایران اجازه دریافت حدود ۱۰ میلیارد دلار از عراق را می داده است را تمدید نموده است..

## دوره رضاشاه
پس از استقلال عراق، ایرانیهای مقیم آن کشور زیر فشار قرار گرفتند. از آنها مالیاتی بیشتر از شهروندان عراقی گرفته می‌شد و حق خرید یا فروش اموال غیرمنقول نداشتند. از کالاهایی که از خاک عراق به مقصد ایران می‌گذشتند حق ترانزیت گزافی گرفته می‌شد. از نخستین اقدامات دولت ایران برای ایرانیان ساکن عراق، به تصویب رساندن بودجه‌ای ده هزار تومانی در سال ۱۳۰۶ در مجلس شورای ملی بود تا از محل آن، برای ایرانیان ساکن عراق گذرنامه ایرانی صادر شود. اعتراض به رفتار با ایرانیان در عراق چنان بالا گرفت که مجلس شورای ملی به پیشنهاد محمدعلی بامداد نماینده شیراز تصویب کرد که سفر ایرانیان به عراق ممنوع شود.
با اینکه ایران دولت عراق را پس از اعلام استقلال به رسمیت شناخت، اما یکی از موانع بهبود رابطه دو کشور، قانون کاپیتولاسیون نسبت به اتباع برخی کشورهای خارجی در عراق بود که شامل حال ایرانیان نمی‌شد. ایران به این تبعیض معترض بود تا اینکه سرانجام با فشار جامعه ملل، عراق قانون کاپیتولاسیون را لغو کرد و در پی آن، ایران در اوائل سال ۱۳۰۸ برای پیشگام شدن در بهبود رابطه با عراق، عوارض گمرکی از کالاهای ورودی از آن کشور را به حداقل کاهش داد. همچنین در سال ۱۳۱۱ که عراق از تحت‌الحمایگی انگلستان خارج و دولتی مستقل شناخته شد، ایران استقلال و حاکمیت عراق را به رسمیت شناخت. محمدعلی فروغی وزیر امورخارجه ایران که در نشست مربوط به استقلال و عضویت عراق در جامعه ملل در ژنو حاضر بود، به نمایندگی از دولت ایران، به پذیرش دولت عراق در این جامعه رأی داد و تبریک گفت اما روابط ایران و عراق بهبود چندانی نیافت.

### اختلاف بر سر اروندرود
مانع اصلی بهبود روابط ایران و عراق، اصرار دولت عراق بر این بود که مرز میان دو کشور در اروندرود ساحل ایران بود نه وسط رودخانه. دولت عراق خود را وارث معاهده ارزنةالروم و توافق‌نامه الحاقی آن می‌دانست که در سیزدهم آبان ۱۲۹۲ (چهارم نوامبر۱۹۱۳) میان ایران و عثمانی امضا شده بود. اما توافق‌نامه ۱۹۱۳ نه به تصویب مجلس شورای ملی ایران و نه به تصویب مجلس ملی عثمانی رسیده بود و طبق قانون اساسی دو کشور، بی‌اثر و باطل بود. دولت عراق اصرار داشت که معاهده ارزنةالروم تنها برای ایران حق کشتیرانی در اروندرود قائل شده اما همه پهنه این رودخانه را به حاکمیت عثمانی سپرده که اینک، عراق وارث آن است. حال آنکه این معاهده چنین تصریحی نداشت. در معاهده ارزنةالروم نوشته شده بود:

«دولت عثمانی قویاً تعهد می‌کند که شهر و بندر محمره و جزیره الخضر و لنگرگاه و نیز اراضی ساحل شرقی سمت یسار اروندرود را که در تصرف عشایری است که معروفاً متعلق به ایران هستند، به ملکیت و تصرف ایران باشد و علاوه بر این سفائن ایران حق خواهند داشت که به آزادی تمام از مصب اروندرود حدود دولتین در رودخانه مزبور سیر نمایند».

دولت عراق استدلال می‌کرد که دولت عثمانی در این معاهده، اراضی ساحل چپ رود را به مالکیت ایران شناخته نه آب رود را و استدلال دولت ایران این بود که جمله آخر عبارت که به کشتی‌های ایران حق می‌دهد در اروندرود رفت و آمد کنند، قرینه است بر این که بنا نبوده‌است دولت ایران از رود به‌کلی بی‌نصیب باشد و نویسندگان عهدنامه متوجه نبوده‌اند که در رودخانه‌ها، مرز دو کشور را چگونه معین می‌کنند و تصور کرده‌اند که همین که اسم از کشتی‌های ایرانی بردند حقوق ایران را در رود محفوظ داشته‌اند و به این علت، ذکر سرحد در قسمت اروندرود مسکوت مانده اما چون مخصوصاً متوجه بوده‌اند که دولت ایران هم نباید از استفاده از شط محروم باشد، جمله آخر را اضافه کرده‌اند.
دولت ایران بارها از دولت عراق دعوت کرد این اختلاف را با مذاکره حل کند. دولت عراق چند سال دعوت ایران را بی‌پاسخ گذاشت و برای حل اختلاف به جامعه ملل مراجعه کرد تا اینکه سرانجام راضی به مذاکره مستقیم شد و در چهاردهم مرداد ۱۳۱۴ هیئتی به تهران فرستاد که تا دوم شهریور در پایتخت ایران ماندند. سید باقر کاظمی وزیر امورخارجه ایران در گزارشی به مجلس شورای ملی در هشتم شهریور، مذاکره با این هیئت را «بسیار صمیمانه و دوستانه» توصیف کرد و گفت:

«سوءتفاهماتی که در سنوات متمادیه ایجاد شده بود رفع و حسن‌نیت و خیرخواهی و بی‌طمعی و حق‌شناسی دولت شاهنشاهی بر نمایندگان محترم عراق واضح و روشن گردید».

بر پایه این مذاکرات، کاظمی صبح نهم شهریور ۱۳۱۴ راهی ژنو شد تا در آنجا با نماینده دولت عراق برای تنظیم عهدنامه‌های لازم جهت رفع اختلافات طرفین مذاکره کند. اما در ادامه مذاکرات، ایران سرانجام ناچار به پذیرش توافق ۱۹۱۳ شد. در ازای آن، عراق به پیمان نظامی سعدآباد پیوست و در تیر ۱۳۱۶ هیئتی به ریاست ناجی اصیل، وزیر خارجه خود به تهران فرستاد که علاوه بر امضای پیمان سعدآباد، سه معاهده دیگر نیز با ایران امضا کند: «عهدنامه سرحدی»، «عهدنامه مودت» و «عهدنامه تسویه مسالمت‌آمیز اختلافات».
بنابر «عهدنامه سرحدی» که در سیزدهم تیر ۱۳۱۶ (چهارم ژوئیه ۱۹۳۷) در تهران به امضای عنایت‌الله سمیعی و ناجی اصیل وزیران امورخارجه ایران و عراق رسید، مرز دو کشور در جاهایی حد آب‌های جزری (سطح آب) و در جاهایی خط تالوک (خط میانی رودخانه) تعیین شد، به این صورت که مرز از جلوترین نقطه جزیره شطیط آغاز شده، به‌طور عمود از حد آبهای جزری به تالوک اروندرود ملحق می‌شد و تا نقطه واقعه در مقابل اسکله نمره یک آبادان آن را تعقیب می‌کرد و از آن نقطه مجدداً خط سرحدی به سطح آب‌های جزری متصل شده، خط سرحدی را به طوری پیروی می‌کرد که در صورت مجالس سال ۱۹۱۴ توصیف شده بود.
این عهدنامه حق کشتیرانی، اعم از تجاری و جنگی در اروندرود را نیز به‌طور مساوی برای دو کشور به رسمیت می‌شناخت و اگر هر یک از دو کشور به ناوهای جنگی خارجی اجازه ورود به اروندرود می‌داد، می‌بایست به کشور دیگر اطلاع می‌داد و آن نیز تنها از آبهای مربوط به آن کشور می‌توانست بگذرد.
بنابر توافق طرفین می‌بایست ظرف یک سال توافقی الحاقی برای تعیین شیوه اداره اروندرود و همچنین کمیسیونی برای نشانه‌گذاری مرزی تشکیل می‌شد و تا زمانی که این توافق به تصویب طرفین نرسیده بود، اروندرود را عراق اداره می‌کرد و هر شش ماه یک بار گزارش عملکرد خود را به دولت ایران می‌داد. اما این توافق عمدتاً به سبب اهمال از جانب ایران و وقایع مربوط به جنگ جهانی دوم و اشغال ایران و بی‌ثباتی‌های سیاسی پس از آن، هیچ‌وقت نوشته نشد و کمیسیون هیچ‌گاه شکل نگرفت و عراق هم تنها دو بار گزارش عملکرد خود را داد که هر دو بار، وزارت امور خارجه ایران این گزارش را ناقص تشخیص داد.
در پی حل اختلافات مرزی، عهدنامه مودت در هجدهم تیر (نهم ژوئیه) و عهدنامه تسویه مسالمت‌آمیز اختلافات در دوم امرداد ۱۳۱۶ (۲۴ ژوئیه ۱۹۳۷) به امضای وزیران خارجه دو کشور رسید. اما پیش از امضای این معاهدات، وزیران خارجه چهار کشور ایران، عراق، افغانستان و ترکیه در هفدهم تیر (هشتم ژوئیه) در کاخ سعدآباد گرد آمدند و «عهدنامه عدم تعرض» را امضا کردند که پیمان سعدآباد نامیده شد.

### پیمان سعدآباد
چهار کشور ایران، عراق، افغانستان و ترکیه در پیمان سعدآباد به یکدیگر تعهد دادند که نه به‌تنهایی و نه همراه با کشور دیگری دست به هیچ‌گونه عملیات متجاوزانه علیه یکدیگر نزنند و به کشور دیگری که به یکی از آنها تجاوز کرده نیز چه مستقیم و چه غیرمستقیم، کمکی نرسانند. این دولت‌ها همچنین تعهد کردند که در مرزهای خود از تشکیل یا عملیات گروه‌های مسلح یا غیرمسلحی که علیه نظم و امنیت کشورهای دیگر یا واژگونی دولت آنها فعالیت کنند، جلوگیری کنند.
روابط ایران و عراق از آن پس چنان رو به بهبود نهاد که با کشته شدن ملک غازی پادشاه عراق در نوزدهم فروردین ۱۳۱۸، مجلس شورای ملی به نشانه سوگواری، یک دقیقه سکوت و سپس نشست خود را تعطیل کرد. سهام‌السلطان بیات نایب رئیس مجلس که نشست آن روز را اداره می‌کرد در نطق خود خطاب به مجلسیان گفت:

«فقدان اعلیحضرت ملک غازان خان با طرز تأسف‌آوری که پیش آمده، فاجعه بزرگ و مصیبت دلخراشی بود که در سرتاسر ایران موجب اندوه عمومی گردید. جا هم دارد زیرا این پادشاه جوان در فضایل و معلومات، کامل و همواره احساسات دوستانه و نیکویی نسبت به کشور ما داشته‌اند. مسلّم است ملت ایران در این مصیبت از روی حقیقت، شریک ملت برادر هم‌پیمان خود بوده و با کمال تأسف و اندوه و احترام به آن ملت باشرافت، تعزیت خود را اظهار می‌دارد».

## دوره محمدرضا پهلوی

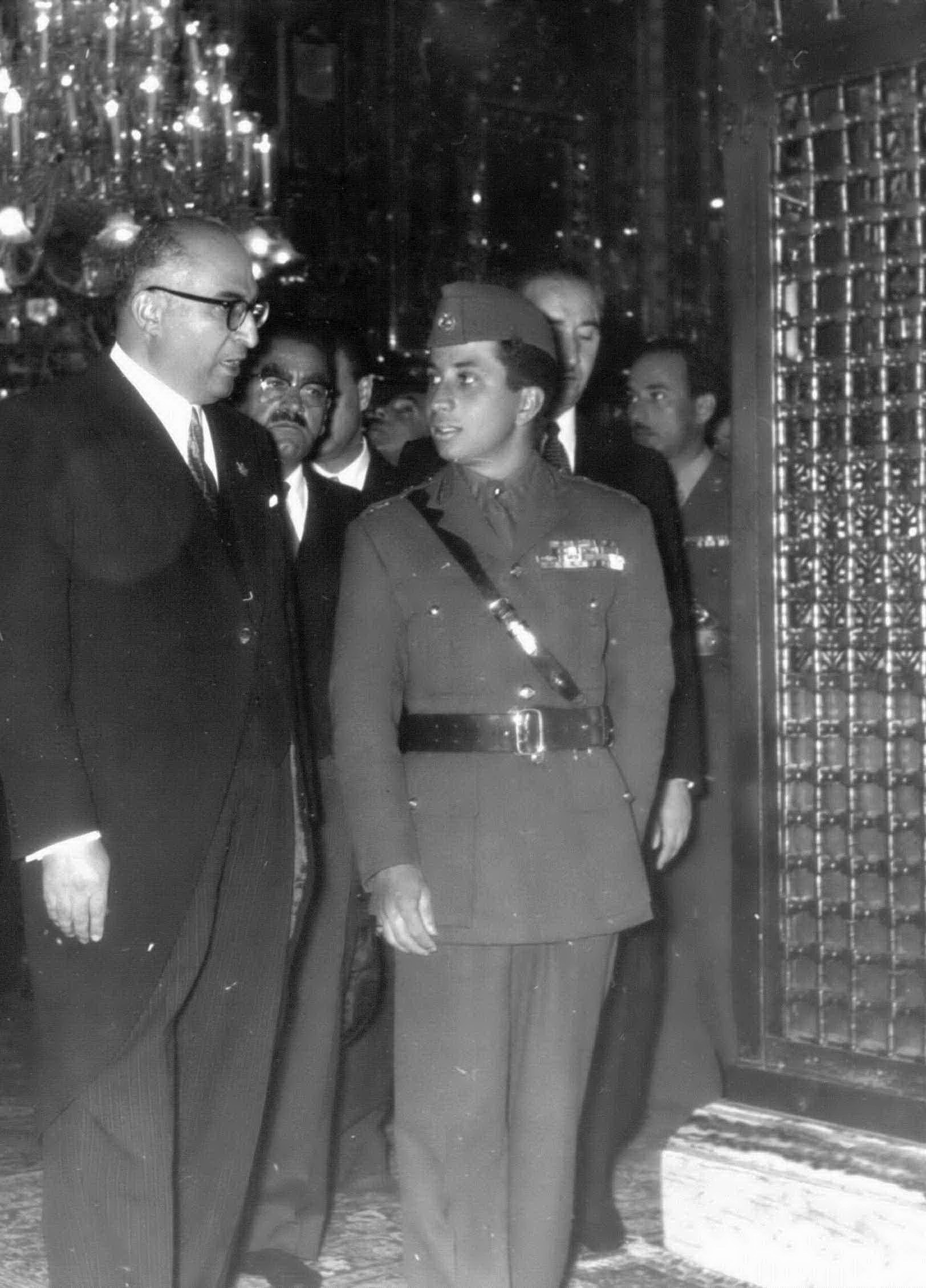
فیصل دوم در بازدید از حرم امام رضا، آبان ۱۳۳۶ / نوامبر ۱۹۵۷

در طول دوره پهلوی، عراق ناآرامیهای سیاسی، کودتا و به قدرت رسیدن حزب بعث عراق را شاهد بود. در ایران نیز حکومت پهلوی قدرت را در دست داشت. در این دوره اختلاف بر سر مرزها و منابع آبی نکته قابل توجه‌است. پیمان ۱۹۷۵ الجزایر در همین دوره منعقد گردید.
در اردیبهشت سال ۱۳۴۸ خورشیدی روابط ایران و عراق به شدت تیره شد و جنگ تبلیغاتی از طرفین آغاز گردید به ارتش ایران آماده باش داده شد. دولت عراق در سال ۱۳۴۸ با احضار سفیر ایران اعلام کرد که دولت عراق اروندرود را جزئی از قلمرو خود می‌داند و از دولت ایران تقاضا کرد به کشتی‌هایی که پرچم ایران را در اروندرود برافراشته‌اند دستور داده شود پرچم ایران را پایین بیاوردند و در آتیه نیز اجازه نخواهد داد کشتی‌هایی که مقصد آن‌ها بنادر ایران است وارد اروندرود شوند. در واکنش به دولت عراق امیرخسرو افشار قائم مقام وزیر خارجه در سی‌ام اردیبهشت ۱۳۴۸، عهدنامه مرزی ۱۳۱۶ را در مجلس سنا را ملغی اعلام نموده و گفت دولت ایران در سراسر اروندرود هیچ اصلی جز اصل تالوگ یا خط منصف رودخانه را قبول ندارد. موضع‌گیری‌های دو کشور، مرزهای دو کشور را به‌حال آماده‌باش جنگی درآورد. سپاه یکم در نواحی مرزی مستقر و نیروی دریایی شاهنشاهی ایران به ساماندهی خود پرداخت.
در شرایط آماده باش نظامی و درگیریهای موضعی، نیروی دریایی شاهنشاهی ایران کشتی بازرگانی ابن سینا را که پرچم ایران بر بالای سکان خود برافراشته بودند همراهی کرد و هواپیماهای جنگی ایران نیروی زمینی شاهنشاهی ایران و دریایی را پشتیبانی می‌کرد.
عبور کشتی ایران با پرچم ایران از اروندرود بدون هر گونه عکس‌العملی از سوی نیروهای عراقی مستقر در ساحل اروند رود انجام گرفت و اعمال چنین قدرت‌نمایی دولت عراق را به‌شدت خشمگین ساخت و در نتیجه دست به اخراج ایرانیان از عراق زدند و بیش از بیست هزار نفر ایرانی را از آن کشور اخراج نموده و به شکنجه و زندانی کردن اتباع ایران پرداخت.
از سال ۱۳۴۸ تا ۱۳۵۳ در مرزهای ایران و عراق بیش از ۶۰ مورد درگیری کوچک و بزرگ به‌وجود آمد. جنگ با سلاح‌های سنگین در مرزهای غربی کشور حکایت از شدت و جدیت چالش بین تهران و بغداد بود.
در سال ۱۳۵۰ بیست و دو درگیری مرزی با استفاده از توپخانه روی داد.
در سال ۱۳۵۱ شصت مورد درگیری نظامی همراه با توپ و تانک و توپ‌های صحرایی رخ داد.

محمدرضا پهلوی و صدام حسین در سال ۱۳۵۳ خورشیدی

در سال ۱۳۵۲ دوازده نبرد مرزی روی داد که خونین‌ترین آن در روز ۲۱ بهمن ۱۳۵۲ اتفاق افتاد. در این نبرد ۴٠ ایرانی کشته و تلفات عراقی‌ها به بیش از ۴٠٠ نفر اعلام شد.
در سال ۱۳۵۳ بیش از ده درگیری نظامی روی داد که هواپیماهای جنگنده در آن شرکت داشتند.
در مجموع قبل از شروع رسمی جنگ ۱۰۴ مورد برخورد نظامی کوچک و بزرگ بین ایران و عراق روی داد.
در ۹ اردیبهشت ۱۳۵۴ خورشیدی، صدام حسین نایب رئیس‌جمهوری عراق در رأس هیئتی وارد تهران شد.

## جنگ ایران و عراق
این دوره که بیش از ۸ سال به طول انجامید، دوره جنگ نظامی مستقیم و وسیع بین این دو کشور همسایه و مسلمان بود. در طی این جنگ دو کشور متحمل تلفات و مجروحان زیادی شدند. افراد زیادی به اسارت گرفته شدند و خسارات بسیار زیادی به هر دو کشور به خصوص ایران وارد آمد. بنابر آمار منتشر شده، در طی جنگ ۳۷۵٬۰۰۰ عراقی کشته و زخمی شدند. امار دقیقی از کشته شدگان ایرانی در دست نیست اما بیش از ۵۵۰٬۰۰۰ ایرانی نیز تلفات ایران در این جنگ برآورد شده‌است.
دولت عراق در آوریل ۱۹۸۰ و چند ماه قبل از حمله سراسری، چند هزار از اتباع ایرانی ساکن عراق را از این کشور اخراج کرد و به آن‌ها چند روز مهلت داد که خود را به مرزهای ایران برسانند.
شورای امنیت در تاریخ ۱۸ آذر ۱۳۷۰ مصادف با ۹ دسامبر۱۹۹۱ طی گزارشی که از جانب دبیرکل وقت سازمان ملل متحد دریافت کرده بود، عراق را به عنوان متجاوز جنگ معرفی کرد. این شورا همچنین عراق را موظف به پرداخت غرامت جنگی به ایران نمود.
در ۱ فروردین ۱۳۶۵ رئیس دوره‌ای شورای امنیت سازمان ملل در بیانیه‌ای کاربرد سلاح‌های شیمیایی توسط عراق علیه نیروهای ایرانی را محکوم کرد.

## پس از جنگ تا سقوط صدام حسین
ایران و عراق در سال ۱۹۹۰ دوباره با یکدیگر رابطه دیپلماتیک برقرار کردند. طارق عزیز وزیر امور خارجه عراق به ایران و علی اکبر ولایتی وزیر امور خارجه ایران به عراق سفر کردند.در این دوره روابط دو کشور بسیار سرد بوده‌است. البته تعدادی از زائران ایرانی برای زیارت عتبات عالیات به عراق سفر می‌کرده‌اند که با حمایت و استقبال دولتهای دو کشور همراه بود.
در طول جنگ خلیج فارس مقامات ایرانی و عراقی توافق کردند برای ممانعت از به غنیمت گرفته شدن جنگنده‌های عراق توسط ارتش آمریکا بعد از شکست محتمل عراق در جنگ، تعداد ۱۱۵ فروند از هواپیماهای جنگنده عراق به ایران پناهنده شوند.
بنابر اطلاعات به‌دست آمده توسط سازمان سیا از منوچهر قربانی‌فر، وی مدعی شده درست پیش از آغاز جنگ عراق و در سال ۲۰۰۳ نیروهای ایرانی موفق می‌شوند با نفوذ به عراق مقادیری از اورانیوم غنی‌شده را از عراق بربایند و به ایران منتقل کنند.در اسفند ماه سال ۱۳۷۴ (۱۹۹۶) مصطفی پورمحمدی از مسئولان وزارت اطلاعات به نمایندگی از ایران به عراق رفت و با شخص صدام حسین ملاقات نمود. در این ملاقات صدام تصمیم جدی و سیاسی خود را برای مصالحه با ایران اعلام کرد.

## از ۲۰۰۳ تاکنون

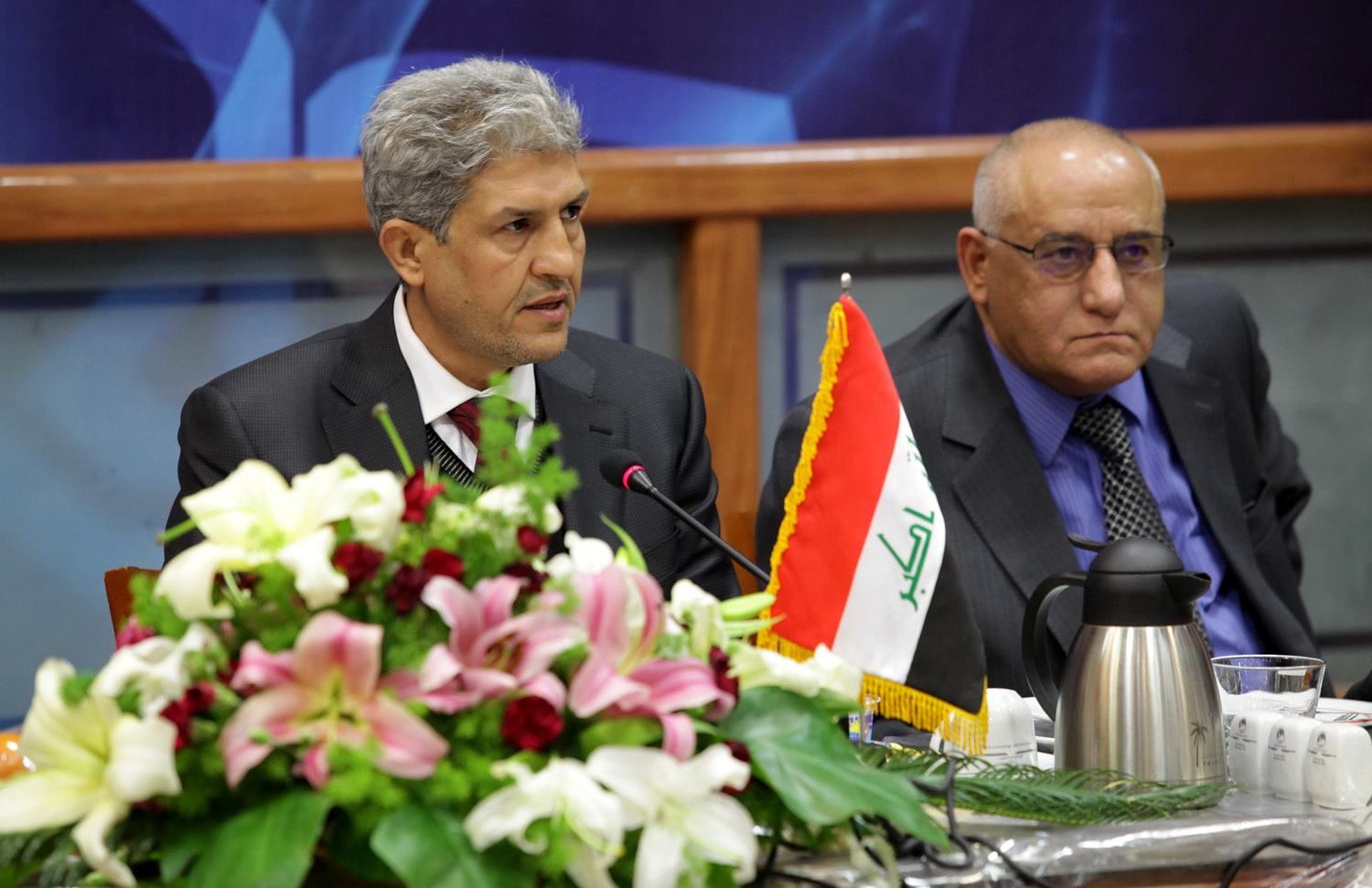
شهردار بغداد در مشهد، ژانویه ۲۰۱۴

این دوره مصادف است با اشغال عراق توسط آمریکا و ناتو و سقوط حکومت بعث و آغاز دوره‌ای نوین در تاریخ عراق. در این دوره مردم تا حدودی حق تعیین نمایندگان خود را به دست آوردند. روابط دو کشور در این دوره به‌خصوص بعد از سال ۱۳۸۶ خوب و نزدیک بوده‌است. حذف رژیم بعث در عراق که همواره به عنوان عامل تنش و ناامنی برای ایران عمل می‌کرد و قدرت‌یابی مبارزان و گروه‌های شیعی در عراق که طی ۲۷ سال گذشته از حمایت‌های بی‌دریغ جمهوری اسلامی ایران برخوردار بوده‌اند، طبعاً مورد استقبال ایران قرار می‌گیرد. همچنین ایران سعی دارد به طرق مختلف، بر سیاست‌گذاری‌ها و خط‌مشی‌های سیاسی عراق تأثیر بگذارد و آن‌ها را تحت کنترل خود درآورد؛ که فشار برای استعفای ایاد علاوی و جایگزینی نوری مالکی با وی، از این سیاق است.
زائران بسیار زیادی از ایران به عراق و بالعکس برای زیارت حرم ائمه شیعه سفر کرده‌اند. با توجه به اینکه اکثریت جمعیت و مسئولان عراقی شیعه هستند، دو کشور روابط سیاسی و اجتماعی نزدیکی برقرار نموده‌اند و مسئولان دو کشور نیز سفرهای زیادی به کشور مقابل داشته‌اند. در تاریخ ۲۳ دی ۱۳۸۸ اولین پرواز زیارتی ایران به فرودگاه نجف اشرف انجام شد. این مسیر هوایی توسط شرکت‌های هواپیمایی هما و العراقیه به انتقال زائرین ایرانی می‌پردازد. همچنین روابط اقتصادی دو کشور با گسترش مواجه شد؛ به طوری که در سال ۱۳۸۷ به ۴ میلیارد دلار رسید. بدین ترتیب، ایران بعد از ترکیه دومین صادرکننده کالا به عراق به‌شمار می‌رود.

### اشغال کنسولگری ایران در اربیل
نیروهای نظامی آمریکا در یورشی در ساعات آغازین صبح ۱۱ ژانویه ۲۰۰۷ به دفتر نمایندگی ایران در شهر اربیل، در ناحیه کردنشین شمال عراق ۵ تن از کارمندان این کنسولگری را دستگیر کردند و به زندانهای خود منتقل کردند. نیروهای آمریکایی مدعی شدند آن‌ها با نیروهای سپاه پاسداران مرتبط بودند و در حملات تروریستی عراق دست داشتند.
بعد از دستگیری‌ها، هوشیار زیباری وزیر امور خارجه عراق هم به رسانه‌ها گفت که این دفتر کارکرد کنسولی داشته و قرار بوده که به کنسول رسمی ایران دراین شهر ارتقا پیدا کند. این دفتر در تاریخ ۲۵ بهمن ۱۳۸۷ با حضور منوچهر متکی و مسعود بارزانی به کنسولگری تغییر کاربری داد.
نماینده ایران در سازمان ملل متحد در تاریخ ۱۳ ژوئن ۲۰۰۸ شکایتی را علیه حمله به کنسولگری ایران توسط آمریکاییها تنظیم و به سازمان عرضه کرد. بر طبق این نامه ایران خواستار آزادی فوری سیاستمداران بازداشتی و پرداخت خسارت از سوی آمریکا شد. سازمان دیده‌بان حقوق بشر از وزارت دفاع آمریکا خواست در صورتی که معتقد هستند آن‌ها قوانین عراق را شکسته‌اند می‌بایست به دادگاه‌های عراق سپرده شوند و نه اینکه بدون تعیین مدت زمان مشخص در بازداشت نظامیان آمریکایی باشند. این دیپلمات‌ها در نهایت در تاریخ ۱۸ تیر ۱۳۸۶ آزاد شدند.

### مذاکرات ایران و آمریکا در مورد عراق
هیئت‌هایی از ایران و آمریکا در راستای حفظ ثبات و تأمین امنیت عراق و به درخواست دولت مرکزی این کشور سه دور مذاکرات را در بغداد انجام دادند. این مذاکرات که در تاریخ‌های ۲۸ مه ۲۰۰۷ در سطح سفیر ۲۴ ژوئیه ۲۰۰۷ در سطح سفیر ۶ اوت ۲۰۰۷ در سطح کارشناسان سیاسی انجام شد، با استقبال مقامات عراق و به میزبانی آن‌ها برگزار شد. سرپرست هیئت‌های ایرانی را حسن کاظمی قمی، سفیر ایران در عراق و رئیس هیئت آمریکایی را رایان کروکر عهده‌دار بودند. آمریکا درخواستی مبنی بر برگزاری دور چهارم مذاکرات در سطحی بالاتر از سفیران دو کشور را مطرح کرده بود که این درخواست با مخالفت منوچهر متکی روبرو شده بود و وی ضرورتی را برای بالا بردن سطح مذاکره کنندگان جایز ندانست.

### برخورد با اعضای سازمان مجاهدین خلق
در سال ۲۰۰۹ دولت عراق اعلام کرد که به اعضای سازمان مجاهدین خلق اجازه اقامت و پناهندگی سیاسی نمی‌دهد. سفیر عراق نیز اعلام کرد که کشورش در نظر دارد تا زمانی که کشور ثالثی پذیرای اعضای سازمان مجاهدین نشود، آنان را به جایی دور از مرزهای ایران منتقل کند. این تصمیم دولت عراق ناشی از یک توافق دوجانبه با حکومت ایران بوده‌است.

### حذف روادید بین دو کشور

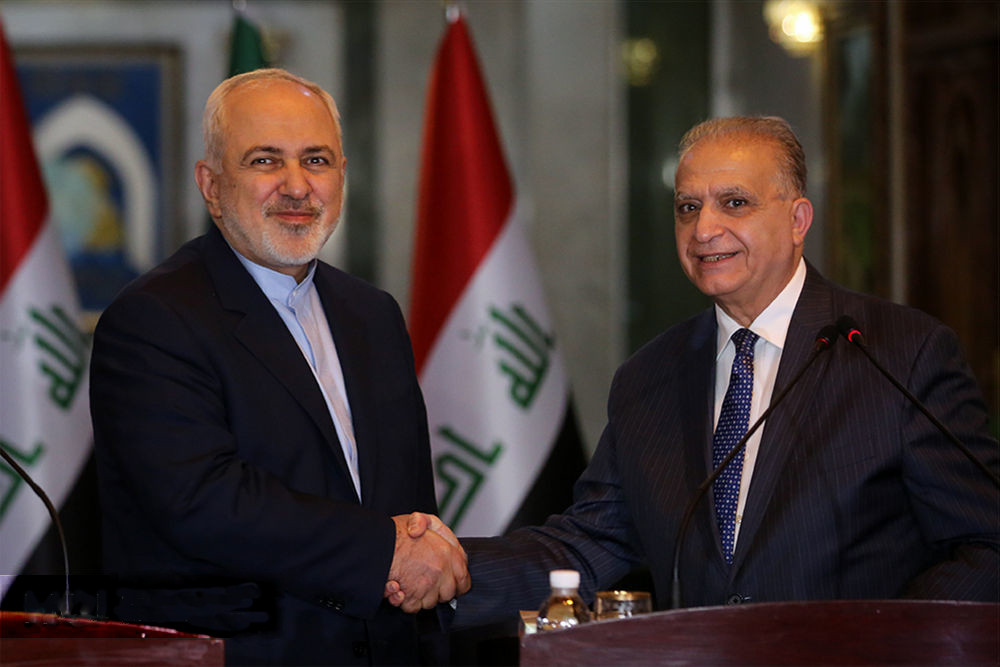
محمدجواد ظریف و محمدعلی الحاکم

در سال ۲۰۱۹ در پی مذاکرات بین ایران و عراق توافق شد تا روادید بین ایران و عراق رایگان باشد. بر این اساس از تاریخ ۲۰ فروردین ۱۳۹۸ دیگر ایرانیان برای سفر به عراق لازم نیست مبلغ ۵۰ دلار روادید را پرداخت کنند. متقابلاً مسافران عراق نیز مبلغی برای روادید سفر به ایران نخواهند پرداخت. به گفته روحانی ایران پیشنهاد کرده که کلا روادید حذف شود ولی طرف عراقی هنوز خواستار وجود روادید بین دو کشور است و فقط حذف هزینه آن را قبول کرده‌است.

### حمایت متقابل سیاسی دو کشور از یکدیگر
در پی اشغال برخی از شهرهای عراق توسط داعش، و حمایت و کمک ایران به عراق علیه داعش، رفته رفته روابط دو کشور مستحکم تر و عمیق‌تر شد و دولتمردان و سیاسیون عراق نیز به این حمایت ایران بارها و به اشکال مختلف اذعان کردند و از این بابت قدردانی و تشکر کردند.
طی دو واقعه نزدیک به هم به شخصیت‌های سیاسی مذهبی دو کشور از سوی کشور ثالث توهین شد و دستگاه دیپلماسی هر دو کشور به دفاع از کشور همسایه خود مبادرت کرد. در پی انتشار مطالبی راجع به دارایی‌های رهبر ایران از سوی سفارت آمریکا در بغداد، وزارت خارجه عراق این مطالب را توهین آمیز توصیف کرد و از طی بیانیه ای از این سفارت حذف این مطالب از صفحه فیس بوک سفارت را طی بیانیه‌ای خواستار شد. در جریانی مشابه نیز وزیر امور خارجه بحرین به مقتدی صدر توهین کرد و وزارت خارجه ایران نیز به حمایت از عراق بیانیه‌ای صادر کرد که در این بیانیه سخنان وزیر خارجه بحرین توهین آمیز و خلاف عرف دیپلماتیک توصیف شد و همچنین این سخنان را ناقض حاکمیت و استقلال عراق دانست و همچنین تصریح می‌کند که «ایران سیاست حمایت از استقلال و حاکمیت عراق را درپیش گرفته و از دیگران نیز می‌خواهد به نقش و جایگاه رهبران و شخصیت‌های دینی و سیاسی عراق احترام بگذارند».

### همکاری ایران و حشد شعبی
پس از ظهور داعش در سال ۲۰۱۴، آیت‌الله سیستانی نیروهای بسیج مردمی (حشدِ شعبی) را تشکیل داد، ائتلافی متشکل از عمدتاً شبه‌ نظامیان شیعه که برای تقویت تلاش‌های ارتش ملی در مبارزه با این گروه جهادی ایجاد شد. در حالی که این نیروها به طور رسمی بخشی از ساختار امنیتی عراق شناخته می‌شوند، چندین جناح حشد شعبی روابط نزدیکی با ایران حفظ کرده‌اند واز تهران کمک مالی، آموزش و حمایت سیاسی دریافت می‌کنند. این ارتباطات باعث افزایش نگرانی در محافل داخلی عراق و بین‌المللی در مورد میزان نفوذ ایران بر امور داخلی عراق شده است.
در واکنش به افزایش فشارهای آمریکا، دولت عراق در مارس ۲۰۲۵ پیش‌نویس قانونی را برای بازسازی ساختار حشد شعبی ارائه کرد. این قانون پیشنهادی قصد دارد زنجیره فرماندهی را رسمی کند و حشد شعبی را مستقیماً تحت اختیار نخست‌وزیر عراق قرار دهد، به جای اینکه یگان‌های مستقل تحت نفوذ قدرت‌های خارجی فعالیت کنند. این لایحه همچنین شامل تعیین سن بازنشستگی اجباری برای فرماندهان ارشد است، اقدامی که انتظار می‌رود چهره‌های کلیدی همسو با ایران را از قدرت کنار بزند. این فشار قانونی پس از سفر رئیس حشد شعبی، فالح الفیاض، به ایران در فوریه ۲۰۲۵ صورت گرفت؛ سفری که به عنوان تلاشی برای جلب حمایت تهران در مخالفت با این اصلاحات تلقی شد..

## همکاری‌های تجاری
تجارت ایران و عراق در سال ۱۴۰۱ رشد ۲۰ درصدی داشته‌است.

### همکاری در حوزه انرژی
اکثر نیروگاه‌های تولید انرژی الکتریکی در کشور عراق با گاز کار می‌کند. از این رو این کشور یکی از مشتریان گاز صادراتی ایران است.صادرات گاز به عراق در سال ۱۴۰۰ حدود یک میلیارد یورو و در سال ۱۴۰۱ حدود ۱٫۶ میلیارد یورو برای ایران ارزآوری داشته‌است. از سوی دیگر سالانه ۴ هزار مگابایت برق عراق از طریق ایران تأمین می‌شود. آمریکا، آذربایجان و برخی از کشورهای حوزه خلیج فارس رقبای ایران در بازار انرژی عراق هستند.

### همکاری در حوزه گردشگری
سالانه بیش از ۷ میلیون نفر به عنوان مسافر و زائر بین دو کشور تردد می‌کنند.

### همکاری در حوزه راهگذرهای باری و اقتصادی
اتصال ریلی مرز خسروی در استان کرمانشاه تا ایستگاه راه‌آهن خانقین در عراق به طول ۲۵ کیلومتر پایتخت‌های دو کشور را به هم متصل خواهد کرد. همچنین این مسیر ریلی نزدیک‌ترین مسیر ریلی اتصال ایران به بندر لاذقیه در سوریه است که بنادر حاشیه خلیج فارس را به بندر لاذقیه در حاشیه مدیترانه متصل می‌کند. از سوی دیگر با تکمیل راه‌آهن کرمانشاه-خسروی-خانقین، مسیر دسترسی عراق به عنوان اصلی‌ترین مشتری کالاهای اساسی قزاقستان و روسیه (دومین و سومین صادرکننده‌های بزرگ گندم دنیا) به آسیای میانه از قلمروی ایران، تسهیل خواهد شد.
از سوی دیگر تکمیل مسیر ریلی ۳۲ کیلومتری شلمچه به بصره باعث تکمیل راهگذر باری شرق به غرب و اتصال به مرز بوکمال در سوریه می‌شود.